# Soings-en-Sologne
Soings-en-Sologne és un municipi francès, situat al departament del Loir i Cher i a la regió de Centre – Vall del Loira. L'any 2007 tenia 1.487 habitants.

## Demografia

### Població
El 2007 la població de fet de Soings-en-Sologne era de 1.487 persones. Hi havia 600 famílies, de les quals 168 eren unipersonals (76 homes vivint sols i 92 dones vivint soles), 200 parelles sense fills, 204 parelles amb fills i 28 famílies monoparentals amb fills.
La població ha evolucionat segons el següent gràfic:
Habitants censats

### Habitatges
El 2007 hi havia 728 habitatges, 615 eren l'habitatge principal de la família, 80 eren segones residències i 33 estaven desocupats. 631 eren cases i 55 eren apartaments. Dels 615 habitatges principals, 461 estaven ocupats pels seus propietaris, 137 estaven llogats i ocupats pels llogaters i 17 estaven cedits a títol gratuït; 21 tenien una cambra, 37 en tenien dues, 97 en tenien tres, 155 en tenien quatre i 305 en tenien cinc o més. 470 habitatges disposaven pel capbaix d'una plaça de pàrquing. A 275 habitatges hi havia un automòbil i a 279 n'hi havia dos o més.

### Piràmide de població
La piràmide de població per edats i sexe el 2009 era:
| Homes | Edats   | Dones |
| ----- | ------- | ----- |
| 0     | 95 o +  | 8     |
| 4     | 90 a 94 | 4     |
| 8     | 85 a 89 | 4     |
| 8     | 80 a 84 | 16    |
| 32    | 75 a 79 | 48    |
| 32    | 70 a 74 | 36    |
| 56    | 65 a 69 | 24    |
| 20    | 60 a 64 | 60    |
| 52    | 55 a 59 | 36    |
| 36    | 50 a 54 | 40    |
| 44    | 45 a 49 | 32    |
| 40    | 40 a 44 | 52    |
| 60    | 35 a 39 | 40    |
| 40    | 30 a 34 | 36    |
| 48    | 25 a 29 | 64    |
| 40    | 20 a 24 | 8     |
| 40    | 15 a 19 | 44    |
| 36    | 10 a 14 | 24    |
| 40    | 5 a 9   | 44    |
| 36    | 0 a 4   | 36    |

## Economia
El 2007 la població en edat de treballar era de 888 persones, 655 eren actives i 233 eren inactives. De les 655 persones actives 609 estaven ocupades (332 homes i 277 dones) i 46 estaven aturades (25 homes i 21 dones). De les 233 persones inactives 89 estaven jubilades, 64 estaven estudiant i 80 estaven classificades com a «altres inactius».

### Ingressos
El 2009 a Soings-en-Sologne hi havia 618 unitats fiscals que integraven 1.540,5 persones, la mediana anual d'ingressos fiscals per persona era de 15.760 €.

### Activitats econòmiques
Dels 65 establiments que hi havia el 2007, 4 eren d'empreses extractives, 1 d'una empresa alimentària, 1 d'una empresa de fabricació de material elèctric, 1 d'una empresa de fabricació d'altres productes industrials, 14 d'empreses de construcció, 15 d'empreses de comerç i reparació d'automòbils, 5 d'empreses de transport, 4 d'empreses d'hostatgeria i restauració, 1 d'una empresa financera, 4 d'empreses immobiliàries, 4 d'empreses de serveis, 5 d'entitats de l'administració pública i 6 d'empreses classificades com a «altres activitats de serveis».
Dels 23 establiments de servei als particulars que hi havia el 2009, 1 era una oficina de correu, 1 una oficina bancària, 2 tallers de reparació d'automòbils i de material agrícola, 6 paletes, 4 fusteries, 1 lampisteria, 1 electricista, 4 perruqueries, 2 restaurants i 1 saló de bellesa.
Dels 5 establiments comercials que hi havia el 2009, 1 era una botiga de més de 120 m², 1 una botiga de menys de 120 m², 1 una fleca, 1 una botiga de mobles i 1 una joieria.
L'any 2000 a Soings-en-Sologne hi havia 41 explotacions agrícoles que ocupaven un total de 2.700 hectàrees.

## Equipaments sanitaris i escolars
L'únic equipament sanitari que hi havia el 2009 era una farmàcia.
El 2009 hi havia una escola elemental.

## Poblacions més properes
El següent diagrama mostra les poblacions més properes.